# Gustaf Fogelholm
Gustaf Fogelholm, född 22 januari 1864 i Uleåborg, död 26 maj 1940 i Helsingfors, var en finländsk industriman. 
Fogelholm utexaminerades från kadettskolan 1885 men inledde därefter tekniska studier och blev 1888 kassör vid Nokia Ab, sedan han ingått äktenskap med en dotter till bolagets grundare Fredrik Idestam. Han verkade 1892–1895 som disponent för Ab Walkeakoski och var 1895–1918 verkställande direktör för Nokia Ab. Under Fogelholms tid, som präglades av stora svårigheter för pappersindustrin, genomgick bolaget stora förändringar. Det uppförde flera kraftverk i Nokia ström, vilka sålde elström bland annat till Tammerfors stad och Finska Gummifabriks Ab, som flyttat till Nokia 1905. Det sistnämnda företaget förvärvade aktiemajoriteten i Nokia Ab genom att köpa Fogelholms aktier.